# Bobbie Houston
Bobbie Houston, född 16 januari 1957, gift med Brian Houston, är en nyzeeländsk före detta kyrkoledare. Hon var äldste pastor för Hillsong church i Sydney i Australien, innan hon fick lämna denna pastorsroll i april 2022.